# 文山毛蕊茶
文山毛蕊茶（学名：Camellia wenshanensis）是山茶科山茶属的植物。其种加词“wenshanensis”意为“云南文山的”。分布在中国大陆的云南等地，目前尚未由人工引种栽培。
现接受名为心叶毛蕊茶（Camellia cordifolia (Metcalf) Nakai, 1940）。